# Бот
 Тази статия е за интернет бот.  За други видове вижте Софтуерен агент.  
Бот (скъсено от „робот“) се нарича компютърна програма, която използва мрежови услуги, предназначени за хората, с цел да извършва автоматични действия, например обработка на данни. Използването на бот позволява иначе трудоемки задачи да бъдат решени автономно. В редица обстоятелства използването на ботове обаче не се счита за етично.

## Етимология
Думата „бот“ (англ. bot) произлиза от robot („робот“), отразявайки автономния характер на концепцията.
Думата ботнет е комбинация на бот и network (мрежа) и има негативна конотация.

## Видове
Едни от най-често срещаните ботове са т.нар. „уебкроулъри“ или „уебпаяци“. Такъв е примерно ботът на Google, който обхожда рекурсивно уеб пространството, за да индексира уеб страници в машината за търсене. Друго приложение за ботове в уеб е претърсването и манипулацията на отделни уеб сайтове, например eBay в търсене на по-добри оферти.
В мрежите за чат също често се срещат ботове, които могат да се ползват за достъп до информация, забавление, технически операции и др. В мрежовите компютърни игри ботовете може да се ползват като помощници на играчите или дори като самостоятелни играчи. В повечето случаи такива практики се смятат за нечестна игра.

## Ботнет
Ботнет е вид малуер – мрежа от свързани по интернет устройства, на всяко от които работи един интернет бот или повече. Чрез тях може да се инициира атака за отказ на услуга (DDoS атака) от разпределен тип, да се крадат данни, да се разпраща спам и най-общо хакерът да получи достъп до устройството и неговата свързаност. Собственикът най-често не знае за това, но при узнаване може да получи контрол върху ботнета със софтуер от типа „command and control“ (C&C).
По-специализиран злонамерен софтуер е т.нар. DDoS бот – (скрипт), който е маскиран като човек (представя се като браузър) или като добронамерен робот (например от търсеща машина), за да измами защитата.